# Sinești (Vâlcea)
Sineşti é uma comuna romena localizada no distrito de Vâlcea, na região de Oltênia. A comuna possui uma área de 42.47 km² e sua população era de 2562 habitantes segundo o censo de 2007.